# Newfoundland
Newfoundland (Frans: Terre-Neuve, voorheen in het Nederlands: Terneuf, Engelse uitspraak Newf'ndland of Newf'nland) is een eiland in de Atlantische Oceaan voor de noordoostkust van Noord-Amerika. Het behoort tot de Canadese provincie Newfoundland en Labrador. Newfoundland wordt door de Straat van Belle Isle gescheiden van het schiereiland Labrador. Het eiland heeft een oppervlakte van 108.860 km², waarmee het iets groter is dan IJsland. 
Het eiland huisvest zo'n 468.000 inwoners (2021), waarvan de meerderheid woont op het zuidoostelijke schiereiland Avalon. Daar bevindt zich ook de provinciehoofdstad St. John's. Net buiten het stadscentrum ligt Cape Spear, het oostelijkste punt van Canada.

## Geschiedenis

### Vroege geschiedenis
Newfoundland heeft reeds duizenden jaren menselijke bewoning. Onder andere de Maritiem-Archaïsche cultuur en Paleo-Eskimo's uit de Groswater- en Dorsetcultuur kwamen voor op het eiland. Bekend archeologische sites van deze prehistorische inheemse volkeren zijn de begraafplaatsen in Port au Choix en de speksteengroeves van Fleur de Lys.
Rond het jaar 1000 werd Newfoundland ontdekt door Noormannen uit Groenland, die aan de noordelijke tip van het eiland de nederzetting L'Anse aux Meadows stichtten. Mogelijk is Newfoundland het door Leif Eriksson verkende Vinland van de Vikingen, dat voor het eerst beschreven werd in 1076 door Adam van Bremen. Zij kwamen er toen in contact met de lokale bevolking. Dit waren vermoedelijk de voorouders van de Beothuk, die uiteindelijk als enige inheems volk op Newfoundland zouden overblijven, of eventueel Dorset.
Tijdens een expeditie in 1497 heeft ontdekkingsreiziger John Cabot het eiland waarschijnlijk herontdekt. In opdracht van koning Hendrik VII voer hij met achttien man op de Matthew naar het westen om een vaarroute naar Azië te vinden. Engeland was destijds niet bij machte om het gebied te koloniseren, terwijl de Spanjaarden, Nederlanders en Portugezen zich op zuidelijkere streken richtten. Newfoundland werd vanwege haar rijke viswateren al in de vroege 16e eeuw op grote schaal jaarlijks aangedaan door Europese seizoensvissers, maar het zou tot het einde van de 16e eeuw duren voordat de eerste Europeanen zich er permanent zouden vestigen. Newfoundland werd toen een kolonie van Brits Noord-Amerika.

### 17e eeuw
Het zuidoostelijke schiereiland Avalon is een van de eerste gebieden van Brits-Amerika dat permanente kolonisten kende. Zo was de nederzetting Cupids (1610) de tweede permanente Britse nederzetting in Noord-Amerika (na Jamestown in Virginia). De eerste zeer succesvolle Britse kolonie op Newfoundland was de kolonie Avalon (1621), nabij het hedendaagse Ferryland. Het schiereiland nam later de naam aan van die kolonie, die van 1637 tot 1650 de facto als hoofdstad van de kolonie Newfoundland fungeerde.
Later in de 17e eeuw werden er meer en meer gelijkaardige permanente nederzettingen gesticht. Deze waren allen gesitueerd langs de zogenaamde Engelse kust van Newfoundland, waar de Engelse visserijrechten genoten. Het noordoosten en zuiden van het eiland viel volledig in de invloedssfeer van Franse vissers en stond dan ook bekend als de Franse kust van Newfoundland.

### 18e eeuw – heden
De steeds groter wordende groep Europeanen (voornamelijk Britten, maar ook Ieren) die zich vanaf de 18e eeuw op Newfoundland vestigde, bracht de Beothuk in problemen. Dit inheemse volk telde minder dan 1000 individuen over het hele eiland. Ze verloren vele visgronden, hadden massaal te lijden onder Europese ziektes zoals tuberculose en waren het slachtoffer van geweld van de kolonisten. Na de dood van Shanawdithit in 1829 werden de Beothuk uitgestorven verklaard.
Hoewel de Kolonie Newfoundland in Britse handen was, hadden de Fransen wel visserij- en visverwerkingsrechten langs een gedeelte van de noord- en westkust. Deze waren belangrijk aangezien Newfoundland vooral een interessante vestigingsplaats was vanwege de bijzonder visrijke wateren nabij het eiland. De zogenaamde "Franse kust" bleef bestaan tot in 1904. De Franstalige minderheid op het schiereiland Port au Port en heel wat Franstalige toponiemen herinneren aan dit verleden.
De beste viswateren bevinden zich echter ten oosten en zuidoosten van het eiland, waar de Fransen geen rechten hadden. Het gaat met name over de relatief ondiepe Grand Banks. In de tweede helft van de 20e eeuw kwam het traditionele vissersbestaan in de afgelegen outports van het eiland meer en meer onder druk te staan. De provincieoverheid begon in 1954 daarom aan een politiek van hervestigingen. In twintig jaar tijd werden ruim 300 dorpen volledig ontvolkt en werden bijna 30.000 mensen hervestigd in groeipolen op het eiland.
Een voor de economie van de outports en bij uitbreiding van heel het eiland dramatische gebeurtenis was de ineenstorting van de Noordwest-Atlantische kabeljauwvisserij en het bijhorende moratorium in 1992. Hierdoor begon kwam ontvolking van de afgelegen gebieden in een stroomversnelling terecht.

## Geografie

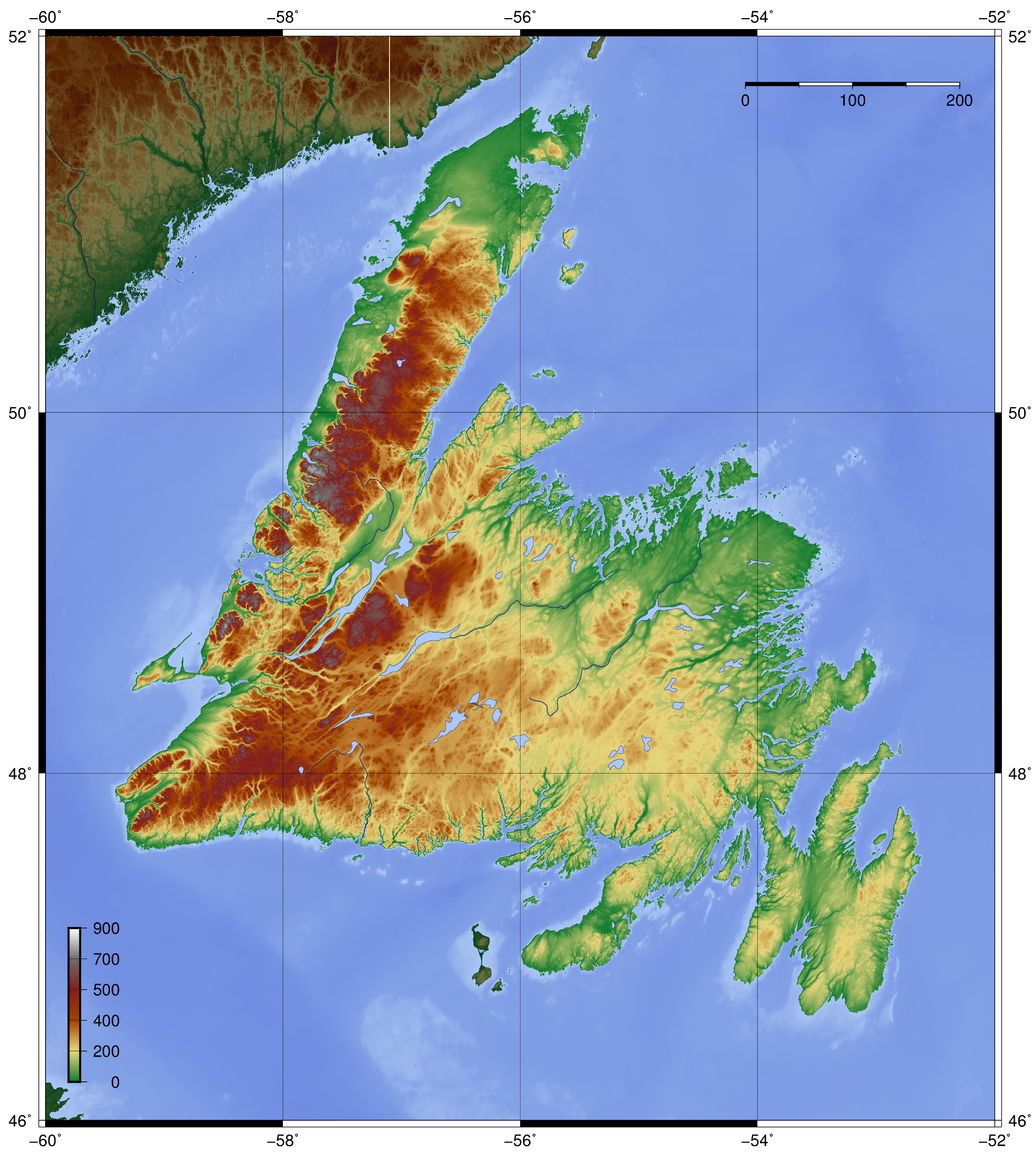
Topografische kaart van Newfoundland

Newfoundland wordt in het westen gekenmerkt door de Long Range, een bergketen die van zuid naar noord loopt en die een uitloper van de Appalachen is. In het uiterste zuidwesten liggen de Anguille Mountains, een nevengebergte van de Long Range waar zich onder andere de Codroyvallei bevindt. De Exploits is met 272 km de langste rivier van het eiland.
Doordat Newfoundland het meest oostelijke punt van Noord-Amerika is, kent het tevens de kortste oversteek naar Europa (het ligt zelfs dichter bij Parijs dan bij Vancouver). Hierdoor was het eiland onder andere de vertrekplaats van de eerste trans-Atlantische vlucht (1919) en de aankomstplaats van de trans-Atlantische telegraafkabel (1866) en de eerste trans-Atlantische telefoonkabel (1956).

### Steden en plaatsen
Newfoundland heeft drie plaatsen die erkend zijn als stad (city), namelijk St. John's, Mount Pearl en Corner Brook.
Grootste plaatsen van Newfoundland (2021) zijn:
1. St. John's (stad) (110.525 inwoners)
2. Conception Bay South (27.168 inwoners)
3. Paradise (22.957 inwoners)
4. Mount Pearl (stad) (22.477 inwoners)
5. Corner Brook (stad) (19.333 inwoners)
6. Grand Falls-Windsor (13.853 inwoners)
7. Gander (11.880 inwoners)
8. Portugal Cove-St. Philip's (8.415 inwoners)
9. Torbay (7.852 inwoners)
10. Stephenville (6.540 inwoners)

De provinciehoofdstad St. John's is de hoofdplaats van de Metropoolregio St. John's, die ook de stad Mount Pearl en elf andere gemeenten omvat. Deze metropoolregio telt zo'n 45% van de bevolking van het eiland, ook al beslaat ze met 804,65 km² slechts 0,7% van Newfoundlands grondgebied.

### Schiereilanden en baaien

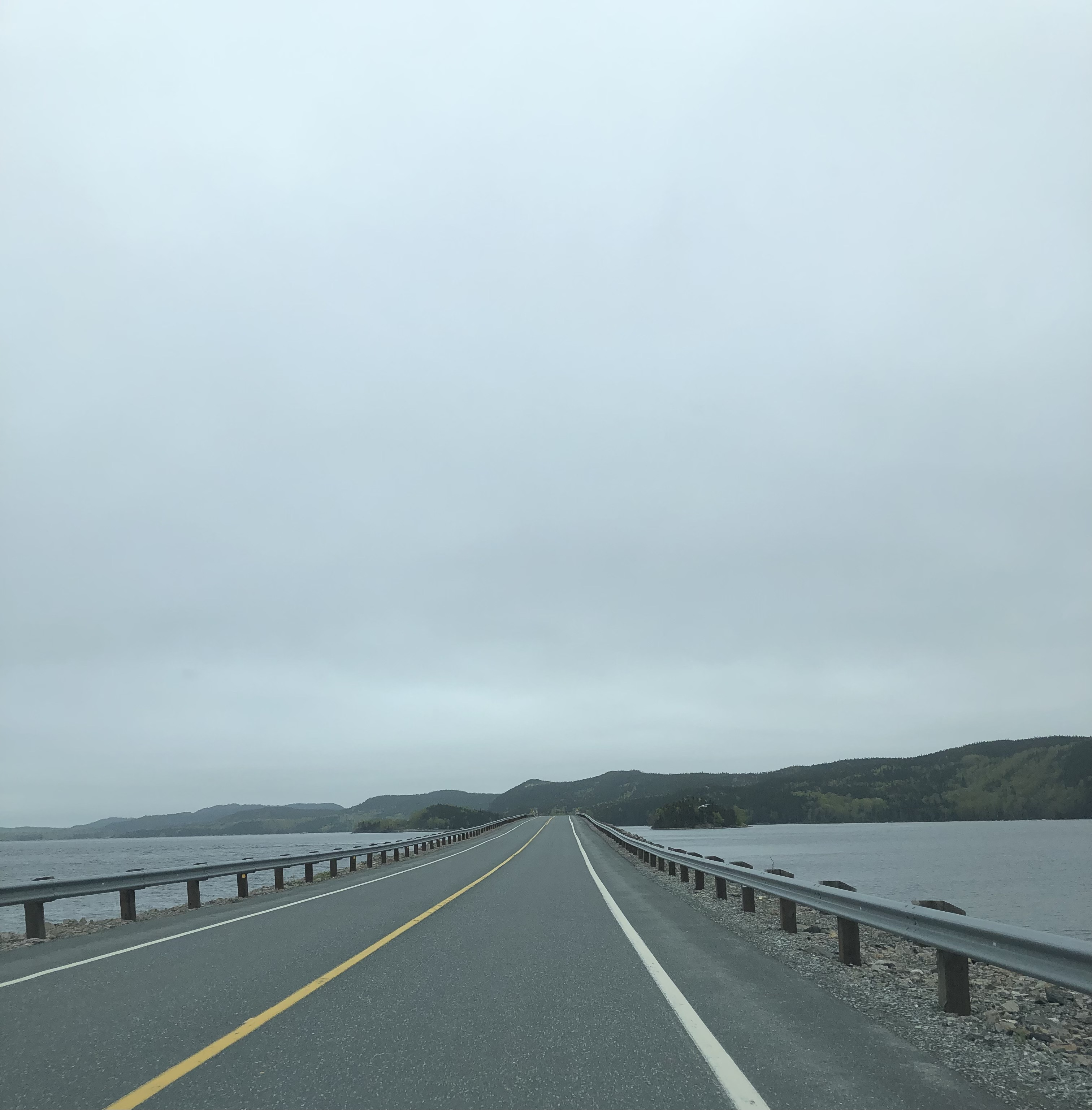
Een typisch Newfoundlandse causeway in het Nationaal Park Terra Nova

Het noorden van het eiland bestaat uit een zeer groot schiereiland, dat de naam Great Northern Peninsula draagt. In het uiterste zuidoosten ligt dan weer het schiereiland Avalon, waar de helft van de inwoners en de provinciehoofdstad gevestigd zijn. Dat schiereiland is met de rest van Newfoundland verbonden via de 45 km lange Landengte van Avalon. Andere grote schiereilanden van Newfoundland zijn Baie Verte, Bonavista, Bay de Verde, Burin, Connaigre, Port au Port en New Ferolle.
De grote baaien van het eiland zijn de Hare Bay, White Bay, Notre Dame Bay en de Bay of Exploits in het noorden, de Bonavista Bay, Trinity Bay en Conception Bay in het oosten, de St. Mary's Bay, Placentia Bay, Fortune Bay en Bay d'Espoir in het zuiden en de St. George's Bay, Port au Port Bay en Bay of Islands in het westen. Daarnaast heeft Newfoundland, vooral aan de oostkust, ook een groot aantal zeearmen die soms tientallen kilometers ver in het binnenland reiken. Voorbeelden hiervan zijn de Clode Sound, Newman Sound en Southwest Arm.
Door de vele honderden lange inhammen en kleine kusteilandjes heeft Newfoundland relatief veel causeways, namelijk wegen aangelegd op dijken recht door het water.

### Natuurgebieden en parken
Op het eiland bevinden zich twee Canadese nationale parken: Gros Morne (1805 km²) en Terra Nova (399 km²). Daarnaast telt het eiland 16 ecologische reservaten, twee wildernisreservaten, en 30 provincieparken. Opgeteld gaat het om een beschermd gebied van meer dan 6715 km², wat neerkomt op ruim 6% van het oppervlak van Newfoundland.
Barachois Pond Provincial Park is een van de bekendste provinciale parken en Marble Mountain is een belangrijke plaats in de winter voor skiërs.

## Klimaat

Kaart van Newfoundland op basis van de klimaatclassificatie van Köppen

Newfoundland is ongeveer gelijkmatig verdeeld over twee klimaattypes volgens de classificatie van Köppen. Iets meer dan de helft van het eiland heeft een vochtig continentaal klimaat met warme zomers (type Dfb). Dit is vergelijkbaar met het klimaat van de Hoge Venen en van het oosten van Duitsland. 
Heel wat bergachtige gebieden op het eiland, waaronder het zuidwesten en het Great Northern Peninsula hebben echter een subarctisch klimaat (type Dfc). Ook het schiereiland Burin en het zuiden van het schiereiland Avalon worden door dit klimaattype gekenmerkt. Het klimaattype Dfc komt onder meer voor in Finland en Noord-Zweden.
Newfoundland kent naast deze twee klimaattypes ten laatste ook nog gebieden met een subpolair zeeklimaat (type Cfc). Het gaat hier echter om slechts twee zeer kleine kustgebieden in het uiterste zuidoosten van Avalon, met name het gebied rond Cape Race en dat rond St. Shott's. Dit klimaattype komt onder meer voor aan de zuidkust van IJsland en in hoger gelegen delen van de Schotse Hooglanden.

## Fauna en flora

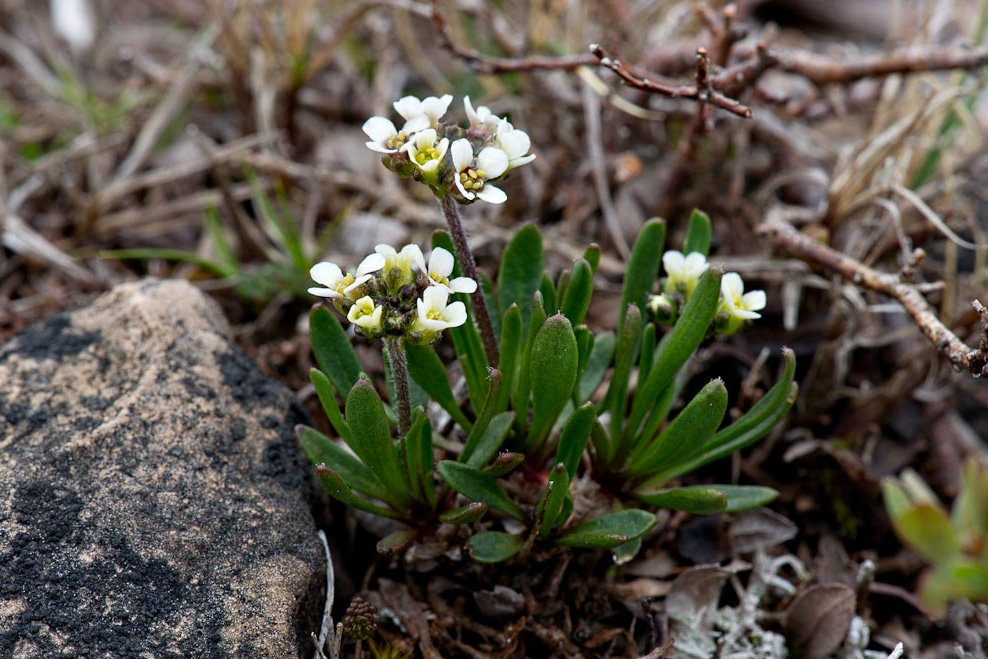
Braya longii, een plantensoort uniek aan Newfoundland

### Fauna
Newfoundland kent langs zijn kustlijn verscheidene plaatsen waar watervogels erg talrijk zijn of jaarlijks neerstrijken om te broeden of overwinteren. Dit gaat vaak over afgelegen rotsachtige kliffen of eilandjes vlak voor de kust, zoals Cape St. Mary's Ecological Reserve in het zuiden van Avalon of het Hare Bay Islands Ecological Reserve in Hare Bay. Daarnaast telt het eiland echter ook enkele rijke, door vogels geliefde estuaria (zoals het Grand Codroy- en het St. George's-estuarium).
Het eiland kent slechts 27 landzoogdierensoorten, een veel kleiner aantal dan er in Canada als geheel voorkomen, waarvan er dan nog tien door mensen geïntroduceerd zijn. Verschillende van de zoogdieren die op Newfoundland voorkomen bestaan uit ondersoorten die endemisch zijn op het eiland. Een bekend voorbeeld van zo'n voor Newfoundland unieke ondersoort is Martes americana atrata, een erg zeldzame ondersoort van de Amerikaanse marter.

### Flora
Newfoundland telt drie plantensoorten die nergens anders ter wereld voorkomen. Het betreft enerzijds twee uiterst zeldzame kruidachtige bloemplanten uit het geslacht Braya, namelijk Braya longii en Braya fernaldii. Anderzijds betreft het Salix jejuna, een zeer kleine wilgensoort. Ze komen alle drie uitsluitend voor in het uiterste noordwesten van het Great Northern Peninsula. Deze bedreigde soorten groeien op de koude, natte en winderige kalksteenvlaktes die langs de kust van dat deel van het schiereiland vindbaar zijn.

## Economie

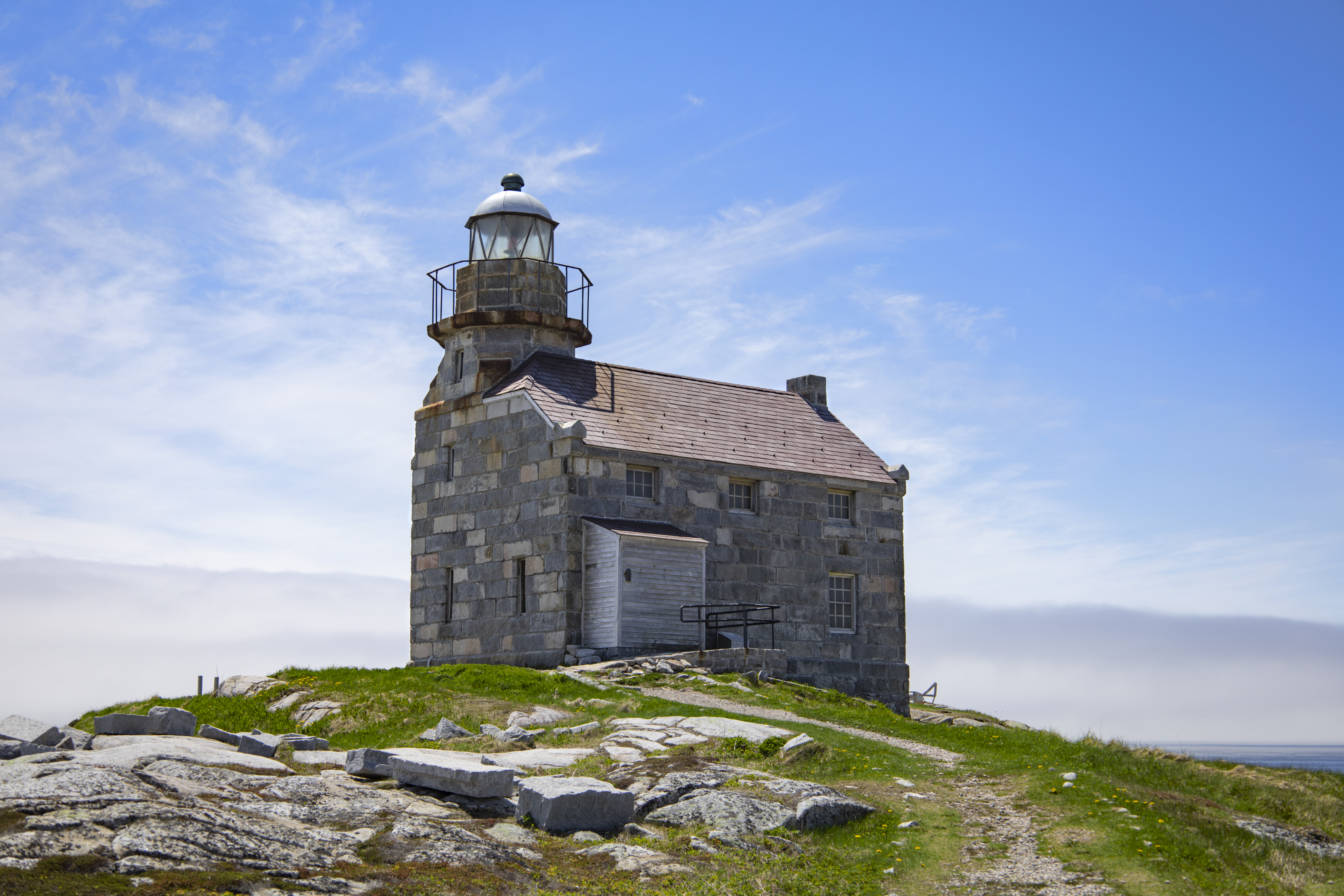
Vuurtorens zijn cruciaal voor de op visserij gerichte economie langs de zeer ruwe en rotsachtige kusten van Newfoundland (foto: de vuurtoren van Rose Blanche).

Historisch gezien was de visserij steeds de belangrijkste inkomstenbron voor de mensen op het eiland, tezamen met onder andere houtkap en mijnbouw. Wegens het koude klimaat en vooral het rotsachtige karakter van de bodem, is landbouw een marginaal verschijnsel. In de late 20e eeuw is de visvangst sterk achteruitgegaan door de dalende visbestanden (vooral van kabeljauw). Nadat de kabeljauwbestanden in de jaren 70 reeds sterk terugvielen, vond er een totale instorting van de Noordwest-Atlantische kabeljauwbestanden plaats begin jaren 90. Daarop werd er door Canada in 1992 een moratorium op de professionele visserij ervan ingezet, wat ernstige negatieve gevolgen had op de economie van het eiland. Dit leidde naast een hoge werkloosheidsgraad ook een significante demografische terugval in, die vooral in de kleine vissersdorpen groot was en zich tot op heden blijft voortzetten. 
Vooral daarom begon de provincie sindsdien sterk in te zetten op oliewinning, aangezien er onder de Grand Banks ten oosten van Newfoundland rijke oliereserves zijn. Een voorbeeld hiervan is het Hiberniaveld, waar het grootste productieplatform ter wereld (Hibernia GBS) sinds 1997 in werking is. In de gemeente Come By Chance bevindt zich daarenboven reeds sinds 1976 een aardolieraffinaderij. Ook toerisme is een belangrijke troef die de provincie economisch uitspeelt.

## Transport
Het eiland is bereikbaar via verschillende vliegvelden en via de veerhavens van Argentia, Channel-Port aux Basques en St. Barbe. St. John's is met haar internationale luchthaven de belangrijkste toegangspoort, al is ook de in het westen gelegen Deer Lake Regional Airport van belang.
Newfoundland wordt van west naar oost doorkruist door provinciale route 1, het eilandgedeelte van de Trans-Canada Highway. Op dit traject voorziet de firma DRL Coachlines dagelijks personenvervoer via autobussen.

## Toerisme
De provinciehoofdstad St. John's is een van de belangrijkste toeristische trekpleisters van de provincie, vanwege haar historische stadscentrum en bekende bezienswaardigheden zoals Signal Hill en de vuurtoren van Cape Spear. De grote centraal gelegen gemeente Gander is dan weer bekend vanwege zijn rijke luchtvaartverleden.
Newfoundland is ook aantrekkelijk vanwege de vele idyllisch gelegen kustdorpjes die vaak een goed bewaard gebleven historisch karakter hebben. De belangrijkste voorbeelden van zulke outports op Newfoundland zijn Bonavista, Trinity, Brigus, Cupids, Ferryland, Dildo, Fortune, Grand Bank en St. Anthony.
Plaatsen als Bay Bulls en Witless Bay zijn erg geliefd bij walvisspotters, terwijl onder andere Elliston, het Cape St. Mary's Ecological Reserve en de Kittiwake Coast faam hebben vanwege de enorme hoeveelheden zeevogels die er te spotten zijn. Ook ijsbergwatchers vinden hun gading, onder andere in Twillingate.
Uitgestrekte natuurgebieden behoren ook tot de troeven van het eiland. Het gaat onder meer om de Codroyvallei, de Humbervallei, de rotsformaties van het Discovery Geopark en de nationale parken Terra Nova en Gros Morne. Daarnaast is er nog de Vikingnederzetting en werelderfgoedsite L'Anse aux Meadows. De oostkust van Avalon kan dan weer ontdekt worden via de 336,5 km lange East Coast Trail.
Het eiland staat bij toeristen ook bekend door de dorpjes met bizarre plaatsnamen. Bij de gekende voorbeelden horen onder meer Dildo, Happy Adventure, Heart's Content, Blow Me Down, Come By Chance, Cow Head, Witless Bay en Nameless Cove.

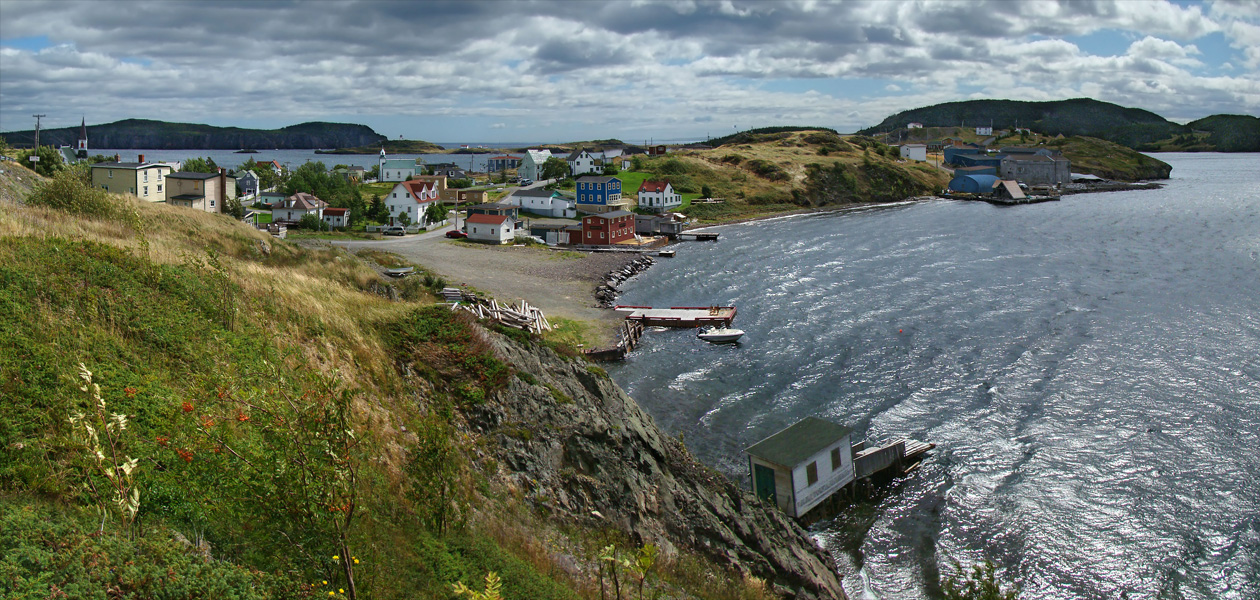
Het historische vissersdorp Trinity
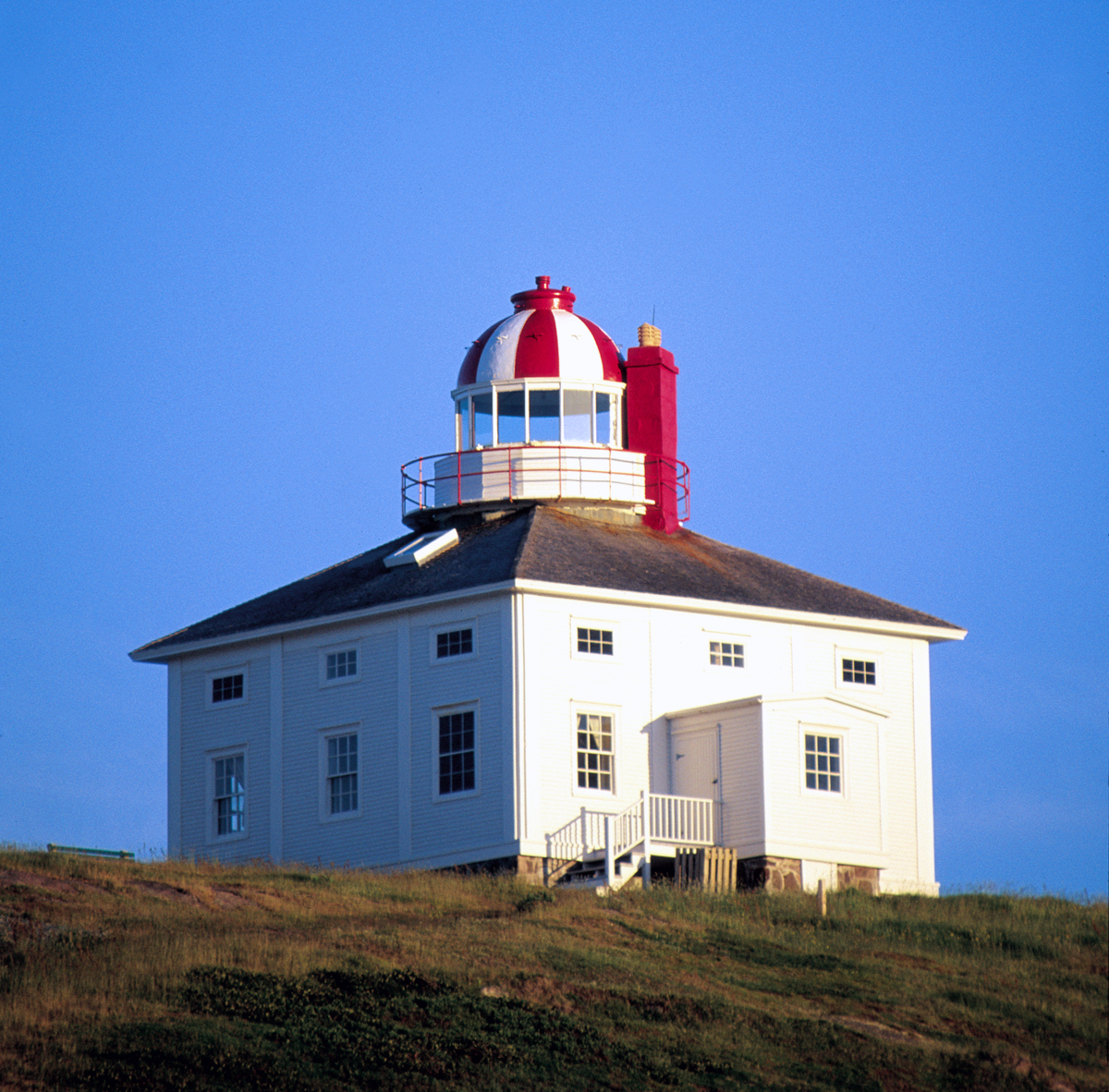
De oude vuurtoren van Cape Spear
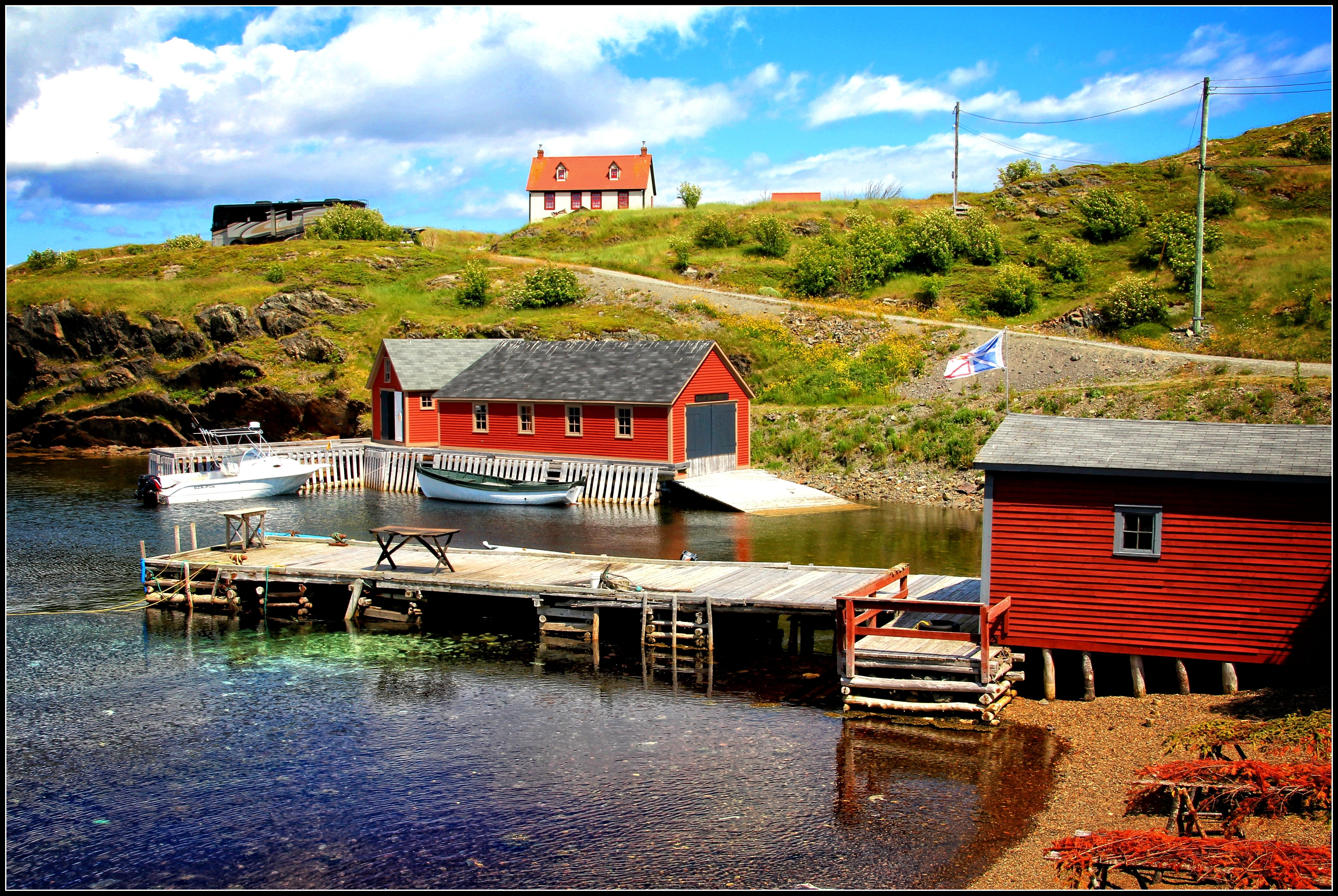
Fishing stages zijn een typisch zicht in de outports
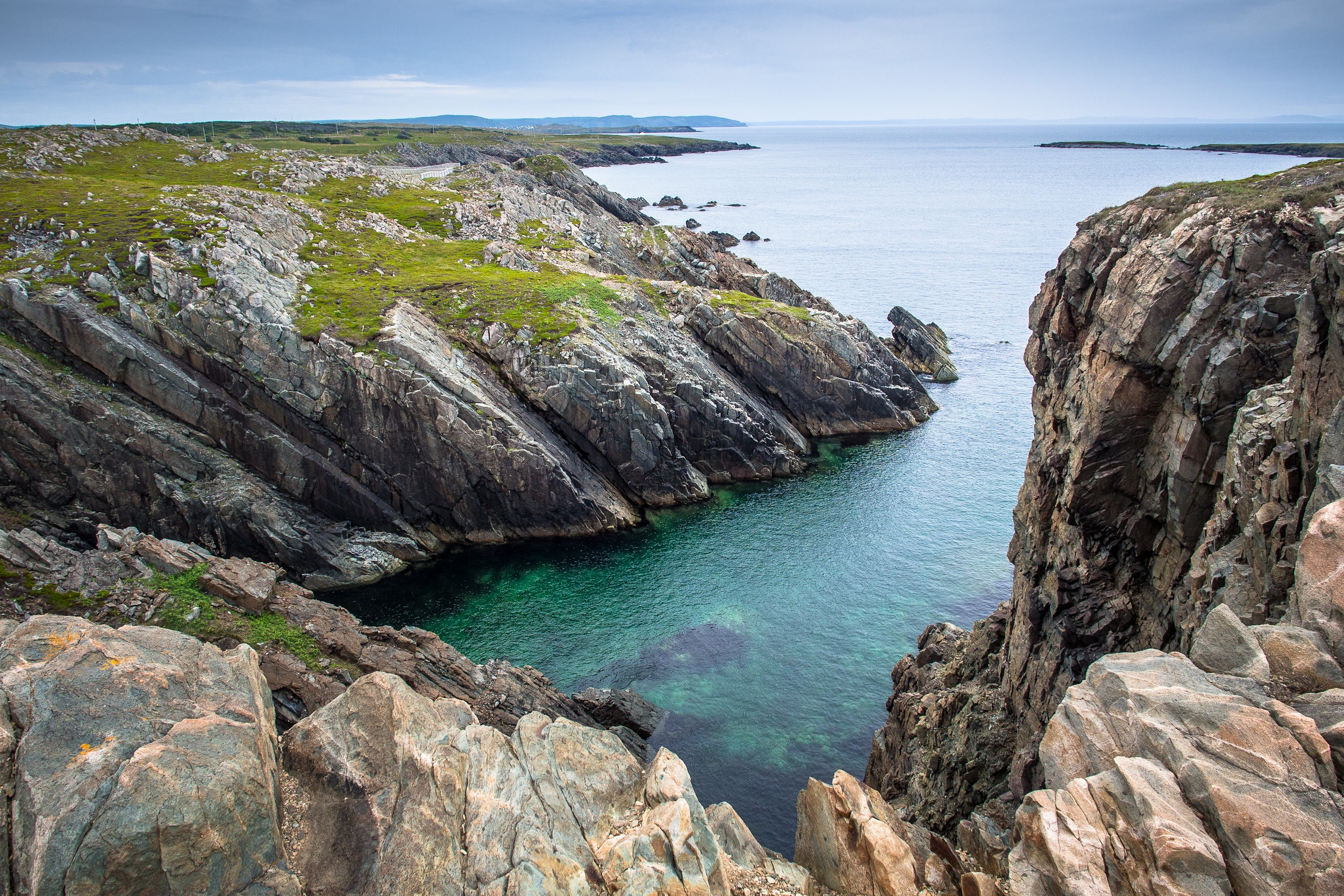
Rotsachtige kust in het Discovery Geopark nabij Cape Bonavista

## Onderwijs
De Memorial University of Newfoundland is een bekende universiteit op het eiland die gevestigd is in St. John's. De universiteit heeft ook een campus in de westelijke stad Corner Brook. De andere belangrijke instelling voor hoger onderwijs is het College of the North Atlantic.